# 연변일보
연변일보는 중국 길림성에 위치한 문화어 신문으로, 예컨대 조선민주주의인민공화국에서 쓰이는 어법인 습근평(한국어: 시진핑), 련락(한국어: 연락) 등이 활용되며 한국어 신문과 다소 차이가 있는 것을 볼 수 있다.